# Takuya Yamada
Takuya Yamada (山田 卓也, Yamada Takuya, Tokio, 24 augustus 1974) is een Japans voormalig voetballer die als verdediger speelde.

## Carrière
Takuya Yamada speelde tussen 1997 en 2009 voor Tokyo Verdy, Cerezo Osaka, Yokohama FC en Sagan Tosu. Hij tekende in 2010 bij Tampa Bay Rowdies.

## Japans voetbalelftal
Takuya Yamada debuteerde in 2003 in het Japans nationaal elftal en speelde 4 interlands.

## Statistieken
| Japans voetbalelftal | Japans voetbalelftal | Japans voetbalelftal |
| Jaar                 | Wed.                 | Dlp.                 |
| -------------------- | -------------------- | -------------------- |
| 2003                 | 1                    | 0                    |
| 2004                 | 3                    | 0                    |
| Totaal               | 4                    | 0                    |